# George R. Dennis

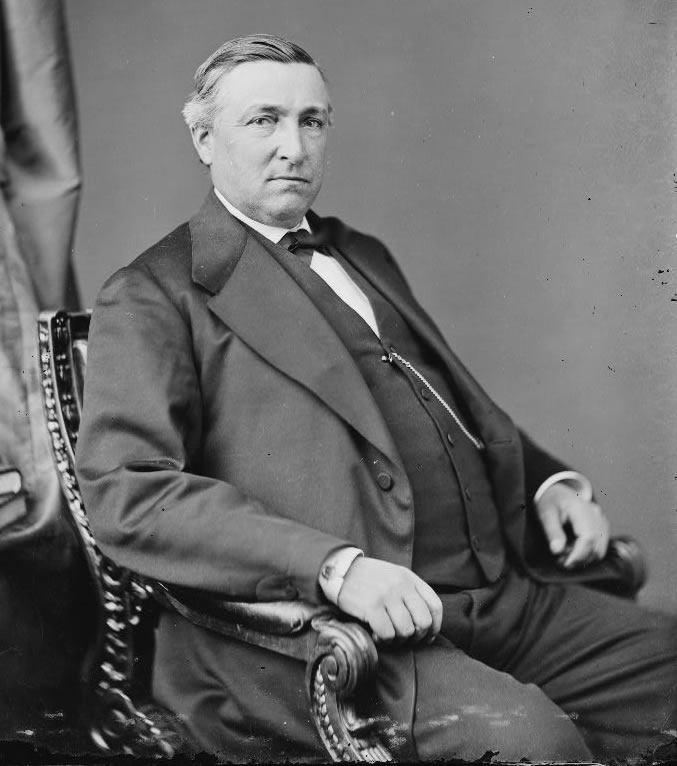
George R. Dennis

George Robertson Dennis (* 8. April 1822 in Whitehaven, Somerset County, Maryland; † 13. August 1882 in Kingston, Maryland) war ein US-amerikanischer Politiker der Demokratischen Partei. Er vertrat den Bundesstaat Maryland zwischen 1873 und 1879 im US-Senat.

## Leben
George R. Dennis machte seinen Abschluss am Rensselaer Polytechnic Institute in Troy (New York). Danach besuchte er die University of Virginia in Charlottesville und studierte Medizin an der University of Pennsylvania in Philadelphia. Nachdem er im Jahr 1843 graduiert hatte, begann er in Kingston im Somerset County als Arzt zu praktizieren. Später betätigte er sich in der Landwirtschaft.
Politisch aktiv wurde Dennis erstmals 1854 als Mitglied des Senats von Maryland; im Jahr 1871 gehörte er dieser Parlamentskammer ein weiteres Mal an. 1867 war er Abgeordneter im Repräsentantenhaus von Maryland. Schließlich wurde er 1872 als Nachfolger von George Vickers in den US-Senat in Washington gewählt. Dort verbrachte er eine komplette Amtsperiode vom 4. März 1873 bis zum 3. März 1879, bevor er nach Maryland zurückkehrte.